# Парламентские выборы в Швейцарии (1848)
Парламентские выборы в Швейцарии проходили с 1 по 27 октября 1848 года. Радикально-левая партия одержала победу, получив 79 из 111 мест Национального совета.

## Избирательная система
111 депутатов Национального совета избирались в 52 одно-и многомандатных округах. В шести кантонах (Аппенцелль-Иннерроден, Аппенцелль-Аусерроден, Гларус, Нидвальден, Обвальден и Ури) члены Национального совета избирались кантональными советами.

## Результаты
| Партия                                                          | Голосов | %    | Мест |
| --------------------------------------------------------------- | ------- | ---- | ---- |
| Радикально-левые                                                |         | 58,0 | 79   |
| Либеральные центристы                                           |         | 16,9 | 11   |
| Католические правые                                             |         | 11,6 | 10   |
| Правые евангелисты                                              |         | 8,6  | 5    |
| Левые демократы                                                 |         | 4,3  | 6    |
| Всего                                                           | 228 877 | 100  | 111  |
| Зарегистрированных избирателей/ Явка                            | 512 691 | 44,6 | -    |
| Источник: BFS. Архивировано из оригинала 23 сентября 2015 года. |         |      |      |